# Залісся (Кам'янець-Подільський район)
Залі́сся — село в Україні, у Чемеровецькій селищній громаді Кам'янець-Подільського району Хмельницької області.

## Назва
Назва села походить від місця розміщене поселення «залісся» — «те, що розташоване за лісом».

## Географія
Подільське село Залісся розкинулось на подільській височині в південно-західній частині України. У селі бере початок річка Безіменна.

### Клімат
Залісся знаходяться в межах вологого континентального клімату із теплим літом.

## Історія
Перша згадка про Залісся належить до 1493 року.
Внаслідок поразки визвольних змагань на початку XX століття, село надовго окуповане російсько-більшовицькими загарбниками.
Радянська окупація принесла колективізацію та розкуркулення, мешканці села зазнали репресій. Багатьох частинах Поділля відбувались масові селянські повстання, проти радянської влади.
В 1932–1933 селяни села пережили голодомор.
Після завершення Другої світової війни у 1946—1947 роках мешканці села вчергове пережили голод.
З 1991 року в складі незалежної України.
15 вересня 2016 року шляхом об'єднання сільських територіальних громад, село увійшло до складу Чемеровецької селищної громади.
До адміністративної реформи 19 липня 2020 року село належало до Чемеровецького району, після його ліквідації, увійшло до складу Кам'янець-Подільського району.

## Населення
Населення становить 260 осіб на 2001 рік.

### Мова
У селі поширені західноподільська говірка та південноподільська говірка, що відносяться до подільського говору, який належить до південно-західного наріччя.
100 % населення вказало своєю рідною мовою українську мову за даними перепису 2001 року.

## Природоохоронні території
Біля села розташований ландшафтний заказник «Івахновецький ліс». Село лежить у межах національного природного парку «Подільські Товтри».